# Сачдев, Субир
Субир Сачдев (Subir Sachdev; род. 2 декабря 1961, Нью-Дели, Индия) — американский физик-теоретик.
Доктор философии (1985), с 2005 года профессор Гарвардского университета и с 2018 года заведующий его кафедрой физики, прежде профессор Йеля, где преподавал в 1987—2005 гг.
Член НАН США (2014).

## Биография
Окончил MIT (бакалавр физики, 1982). В Гарварде получил степени магистра физики (1984) и доктора философии по теоретической физике (1985). В 1985-1987 годах постдок в AT&T Bell Laboratories. С 1987 года в Йеле ассистент-, с 1989 года ассоциированный, с 1995 по 2005 год профессор физики и прикладной физики. С 2005 года профессор физики Гарварда, с 2015 года именной (Herchel Smith Professor), с 2018 года заведующий там кафедрой физики.
В 2016—2019 годах одновременно занимал именную кафедру в Институте фундаментальных исследований Тата (Индия).
В 2017 году именной приглашённый профессор (Stanley S. Hanna Visiting Professor) Стэнфорда.
Фелло Американского физического общества (2001).
Член Американской академии искусств и наук (2019).
Иностранный член Индийской национальной академии наук (2019).
Почётный член Индийской академии наук (2019).
Автор более 130 статей.
Автор книги Quantum Phase Transitions (1999), выдержавшей уже два издания, оба выпущенных Cambridge University Press (2-е — ISBN 978-0-521-51468-2).

## Награды и отличия
- Presidential Young Investigator Award[англ.] (1988—1993)
- Стипендия Слоуна (1989)
- National Science Foundation Creativity Award (1998)
- Стипендия Гуггенхайма (2003)
- Salam Distinguished Lecture (2014)
- Dirac Medal[англ.], Университет Нового Южного Уэльса (2015)
- Star Family Prize for Excellence in Advising Гарварда (2016)
- Премия Онсагера Американского физического общества (2018)
- Медаль Дирака, ICTP (2018)